# Fotbal na Letních olympijských hrách 1904

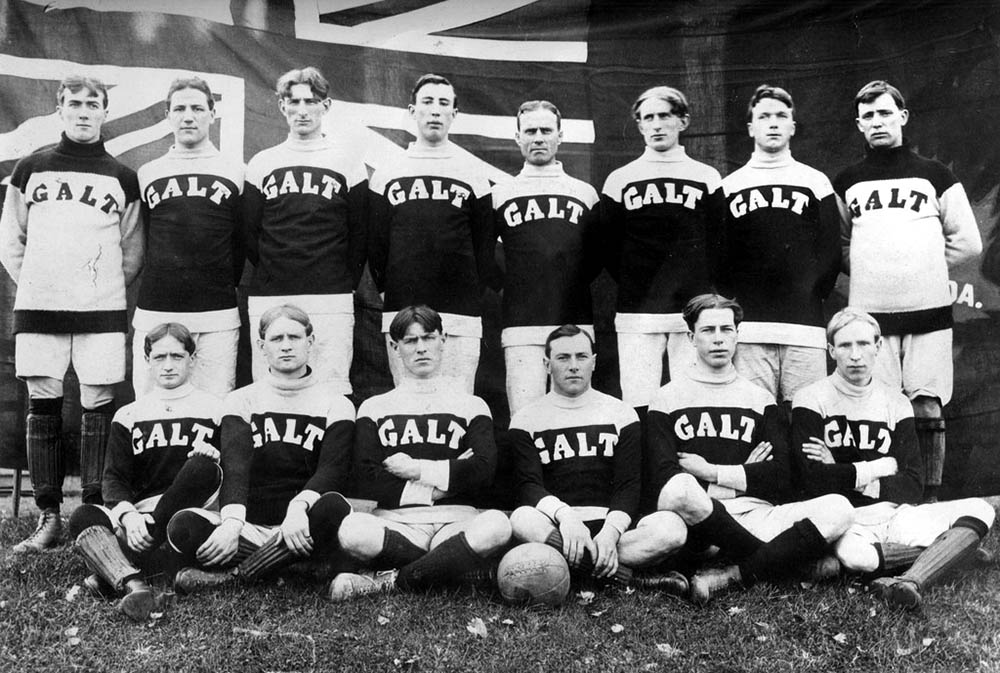
Vítězný kanadský tým Galt FC

Na Letních olympijských hrách 1904 se hrál druhý a neoficiální ročník fotbalového turnaje. Soutěže se zúčastnily 3 týmy, dva z hostitelského St. Louis (Christian Brothers College a St. Rose Parish) a jeden z Kanady (Galt FC). Původně se měly účastnit i kanadské kluby Berlin Rangers a University of Toronto, svou účast ale nakonec stáhly. Zápas Christian Brothers College a St. Rose Parish se opakoval kvůli remíze, turnaj se hrál systémem každý s každým.
Šlo o první ročník fotbalu na letních olympijských hrách, kdy se udělovaly medaile.

## Zápasy
| 16. listopadu 1904         |     |                            |                                                           |
| Christian Brothers College | 0:7 | Galt FC                    | Francis Olympic Field, St. Louis rozhodčí: Paul McSweeney |
|                            |     | Steep Taylor McDonald Hall | Francis Olympic Field, St. Louis rozhodčí: Paul McSweeney |

| 17. listopadu 1904 |     |                     |                                                           |
| St. Rose Parish    | 0:4 | Galt FC             | Francis Olympic Field, St. Louis rozhodčí: Paul McSweeney |
|                    |     | Taylor Henderson ?? | Francis Olympic Field, St. Louis rozhodčí: Paul McSweeney |

| 20. listopadu 1904         |     |                            |                                                      |
| Christian Brothers College | 0:0 | Christian Brothers College | Francis Olympic Field, St. Louis rozhodčí: Armstrong |
|                            |     |                            | Francis Olympic Field, St. Louis rozhodčí: Armstrong |

| 23. listopadu 1904         |     |                            |                                                      |
| Christian Brothers College | 2:0 | Christian Brothers College | Francis Olympic Field, St. Louis rozhodčí: Armstrong |
| ??                         |     |                            | Francis Olympic Field, St. Louis rozhodčí: Armstrong |